# 부서
부서(副署)는 대통령의 서명에 이어 국무총리와 관계 국무위원이 서명하는 것을 말한다. 관계 국무위원은 그 사무를 주관하는 행정 각부의 장인 국무위원을 말한다. 대한민국 헌법상의 부서제도의 의미는 대통령의 국법상 행위가 단지 국무회의의 심의를 거쳐 행해진 것을 나타내려는 데에만 있는 것이 아니라 대통령의 전제를 방지하고 국무총리와 관계 국무위원의 책임소재를 명백히 하려는 데에 있다. 헌법에 부서제도가 규정되어 있는 이상 대통령의 국법상 행위에는 부서가 있어야 하고 부서가 없으면 그 행위는 적법한 행위가 될 수 없다.

## 같이 보기
- 대한민국 헌법 제82조